# Stefan Schönherr
Stefan Schönherr, född 2 oktober 1960, död 8 april 2020, var en svensk fotbollsspelare som representerade Gais säsongen 1981.
Schönherr var en egen produkt i Gais och debuterade i A-laget 1981, då han spelade 10 matcher (0 mål) i division II för klubben. Han gick dock redan året därpå till Fräntorps IF i division IV.